# Nabidae

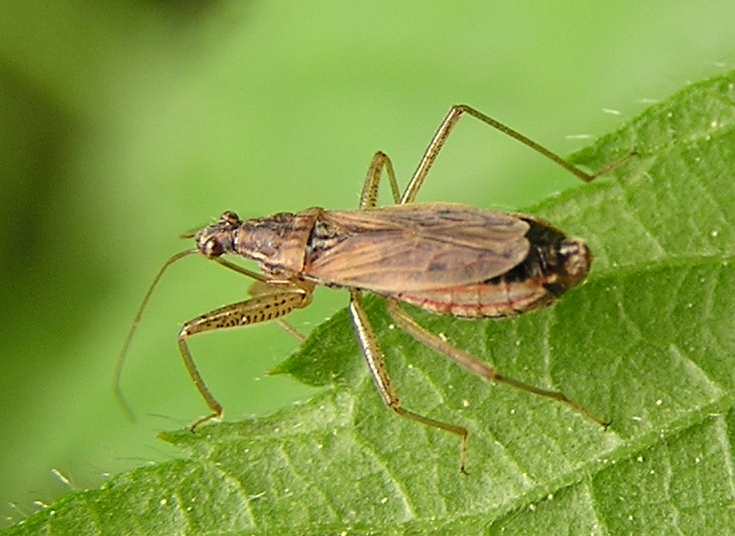
Nabis rugosus.

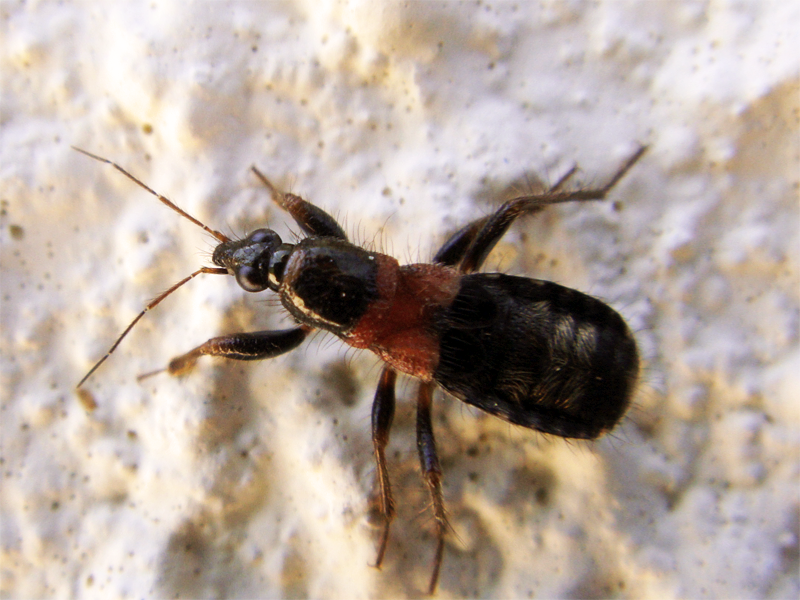
Prostemma albimacula.

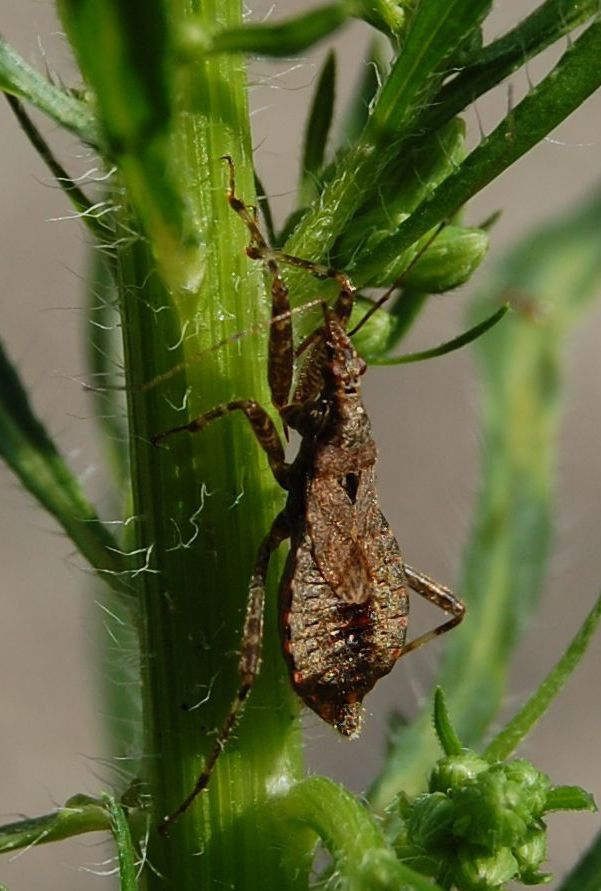
Himacerus apterus.

Nabidae (Costa, 1852) é uma família de pequenos insectos da infraordem Cimicomorpha da subordem Heteroptera da ordem Rhynchota.

## Descrição
A família de insectos designada por Nabidae agrupa cerca de 500 espécies repartidas por 20 géneros. As espécies pertencentes a esta família são predadores terrestres, alados, com corpo alongado e mole. Muitos destes insectos capturam e seguram as presas com suas pernas dianteiras, numa postura semelhante à assumida pelos louva-a-deus. São consideradas espécies úteis na agricultura devido à sua acção de predação sobre muitos tipos de pragas agrícolas.
Os Nabidae do género Nabis são os mais comuns. Este género, e outros da mesma família, estão entre os grupos de insectos mais numerosos em campos de leguminosas, como a alfafa, mas podem ser encontrados em muitas outras culturas e em áreas não cultivadas. São de coloração amarelada a castanha, com olhos grandes e bulbosos e pernas semelhantes a pernas de pau. São predadores generalistas, caçando quase qualquer insecto que tenha corpulência menor que o próprio espécime, sendo comum o canibalismo quando nenhum outro alimento esteja disponível. Várias espécies foram reportadas como capazes de infligir mordeduras em seres humanos.

## Géneros
Na sua presente circunscrição taxonómica a família Nabidae agrupa 23 géneros (fonte: i = ITIS, c = Catalogue of Life, g = GBIF, b = Bugguide.net):
- Alloeorhynchus Fieber, 1860 i c g b
- Alloeorrhynchus c g
- Anaptus Kerzhner, 1968 i c g
- Arachnocoris Scott, 1881 g
- Arbela Stål, 1865 g
- Carthasis Champion, 1900 i c g b
- Gorpis Stål, 1859 g
- Himacerus Wolff, 1811 i c g b
- Hoplistoscelis Reuter, 1890 i c g b
- Karanabis Bekker-Migdisova, 1963 g
- Lasiomerus Reuter, 1890 i c g b
- Metatropiphorus Reuter, 1872 i c g b
- Nabicula Kirby, 1837 i c g
- Nabis Latreille, 1802 i c g b
- Omanonabis Asquith and Lattin, 1991 i c g
- Pagasa Stål, 1862 i c g b
- Phorticus Stål, 1860 i c g b
- Praecarthasis Kerzhner, 1986 g
- Prostemma Laporte, 1832 g
- Reduviolus Kirby, 1837 g
- Rhamphocoris Kirkaldy, 1901 g
- Stalia
- Stenonabis Reuter, 1890 g